# Петров, Василий Владимирович
Васи́лий Влади́мирович Петро́в (8 [15] июля 1761, Обоянь, Белгородская провинция — 22 июля [3 августа] 1834, Санкт-Петербург) — русский физик-экспериментатор, электротехник-самоучка, академик Петербургской академии наук (с 1809 года, член-корреспондент с 1801 года). Основоположник российской электротехники.

## Биография
Василий Петров родился в семье приходского священника. Учился в Харьковском коллегиуме, затем в Санкт-Петербургской учительской семинарии.
В 1788 году был назначен учителем математики и физики в Барнаульское горное училище.
В 1791 году переведён в Санкт-Петербург на должность преподавателя математики и русского стиля в инженерном училище при Измайловском полку.
В 1793 году был приглашён Санкт-Петербургской медицинской коллегией преподавать математику и физику в Санкт-Петербургском медико-хирургическом училище при военно-сухопутном госпитале.
В 1795 году, при преобразовании этого училища в Медико-хирургическую академию, получил звание экстраординарного профессора. В течение нескольких лет создал богатый для того времени физический кабинет на базе купленной в Москве коллекции физических приборов Бутурлина.
В 1801 году появился первый печатный труд В. В. Петрова «Собрание физико-химических новых опытов и наблюдений». Немалый научный исторический интерес представляют его статьи «о свечении фосфоров животного и минерального царств». За первый учёный труд он был удостоен звания ординарного профессора.
В 1802 году построил большую гальваническую батарею с электродвижущей силой около 1700 В, состоявшую из 4200 (2100 пар) медных и цинковых кружков диаметром около 35 мм и толщиной около 2,5 мм, между которыми прокладывались картонные диски, пропитанные раствором нашатыря. Суммарная длина четырёх последовательно соединённых столбов батареи, уложенных в горизонтально расположенные узкие деревянные ящики, была около 12 м. В качестве изоляции применялся сургуч. Исследование свойств этой батареи как источника тока показало, что действие её основано на химических процессах между металлами и электролитом.
Важными результатами этих опытов представляются описания электролиза окислов металлов (ртути, свинца, олова), растительных масел, алкоголя и воды. Изучая электропроводимость различных веществ, Петров впервые употребил термин сопротивление как физической величины, характеризующей свойства вещества препятствовать прохождению электрического тока. В опытах по электролизу он первым обратил внимание на различные свойства полюсов батареи, поставив вопрос: «определить направление движения гальвани-вольтовской жидкости».

Электрическая дуга в воздухе

Одним из выдающихся успехов учёного в экспериментах с гальванической батареей стало открытие в 1802 году явления электрической дуги и доказательство возможности её практического применения для целей плавки, сварки металлов, восстановления их из руд и освещения. Как отмечал впоследствии М. А. Шателен: «опыты Петрова можно считать исследованиями, положившими начало современной электрометаллургии в дуговых печах». Свое открытие учёный описывает следующим образом:

Если на стеклянную плитку или на скамеечку со стеклянными ножками будут положены два или три древесных угля, способные для произведения светоносных явлений посредством гальвани-вольтовской жидкости, и если потом металлическими изолированными направителями (directores), сообщёнными с обоими полюсами огромной баттереи, приближать оные один к другому на расстояние от одной до трёх линий, то является между ними весьма яркий белого цвета свет или пламя, от которого оные угли скорее или медленнее загораются и от которого тёмный покой довольно ясно освещён быть может.
В 1802 году при наладке гальвановольтовой батареи высокого напряжения Василий Петров случайно коснулся оголённого токопроводящего провода в 1500 В и чудом остался жив. Это происшествие дало материал учёному в своих трудах описать не только свойства электрического тока, но и его воздействие на организм человека.
Результаты своих исследований В. В. Петров опубликовал на русском языке в виде монографии «Известие о гальвани-вольтовских опытах…», изданной в типографии Государственной медицинской коллегии в Санкт-Петербурге в 1803 году.
В 1804 году издал свой третий труд «Новые электрические опыты», посвящённый исследованию электричества от трения. Все указанные работы поставили Петрова в ряд выдающихся русских учёных XIX века.
В 1803 году был избран корреспондентом Академии Наук, а в 1807 году, по предложению академика Л. Ю. Крафта, избран членом академии (его преемником в 1834 году был назначен Э. Х. Ленц). Многочисленные физические, химические и метеорологические исследования Петрова опубликованы в изданиях Петербургской Академии Наук. Под редакцией Петрова в 1807 году издан перевод учебника физики Шрадера («Начальные основания физики для употребления в гимназиях»). Этим учебником пользовались до начала 1830-х годов. По отзывам современников, Петров был прекрасным лектором и одарённым руководителем.
Академик В. В. Петров одним из первых заинтересовался физическими свойствами снега. Ему принадлежит открытие возгонки, или сублимации, снега и формулировка экспериментальных законов сублимации снега и льда . В Японии почти одновременно с Петровым физическими свойствами снега заинтересовался Тосицура Дои, выполнивший очень много скрупулёзно строгих зарисовок снежных кристаллов под микроскопом.
Наряду с преподаванием в Императорской медико-хирургической академии Петров много лет читал физику и математику в Академии художеств и во Втором кадетском корпусе, а также (с 1831) в Технологическом институте. Прослужив в Императорской медико-хирургической академии 40 лет, Петров «сверх всякого чаяния» был в феврале 1833 года уволен с пенсией 5000 рублей (2,5 млн рублей в ценах 2017 года) в год.

## Память
После смерти учёного Конференция Академии, памятуя его многолетнюю преподавательскую деятельность и учёные заслуги, выразила желание почтить его память установкой надгробного памятника. Однако это решение было забыто.
Тем не менее на могиле учёного на Смоленском православном кладбище был установлен памятник со следующей эпитафией:
И Богу, и Царю слуга нелицемѣрный, / Другъ нѣжный ближнему, супругъ, отецъ примѣрный. / Вся жизнь прекрасная его /
Прошла въ трудахъ неутомимо. / Не на землѣ — на небесахъ / Ему его досталась доля. / О Боже, ты премудръ и благъ! / Твоя да будетъ воля.
В 1915 году памятник был отреставрирован и появилась следующая надпись: «Возобновлен в 1915 г. ИМПЕРАТОРСКОЙ В. М. Академiей. Да хранятъ могилу незабвеннаго испытателя природы его преемники и почитатели.».
Только в 1892 году, при обустройстве Императорской военно-медицинской академией центрального электромашинного здания для электрического освещения, Конференция с Высочайшего соизволения посвятила всё сооружение электрического устройства памяти Петрова и установила по этому случаю в машинном зале особую мраморную доску с соответственной надписью.
Центральная площадь города Обояни, родины В. В. Петрова, носит его имя.

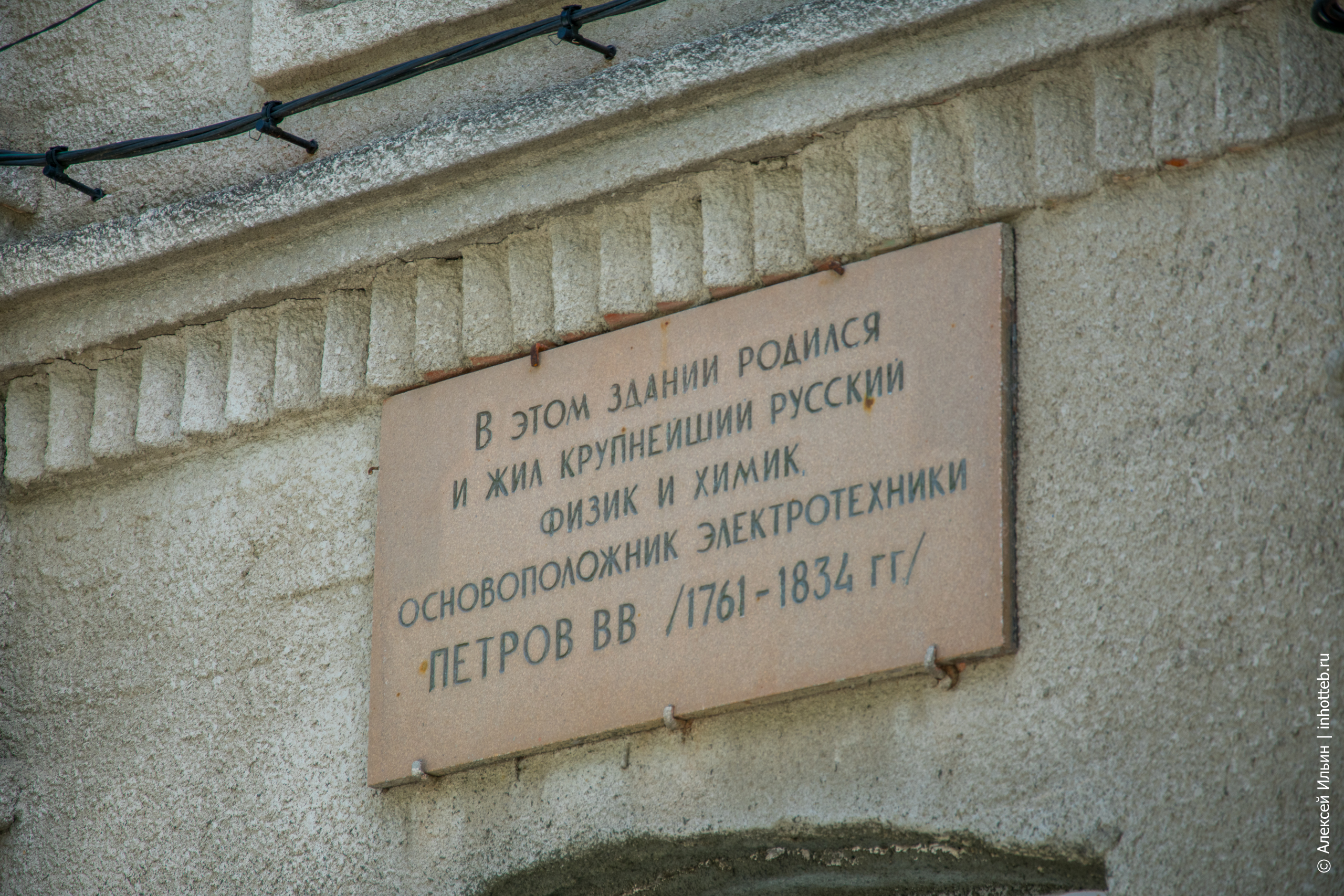
Табличка на доме, где родился Петров В. В.

На фасаде Дома академиков в Санкт-Петербурге, расположенном по адресу: 7-я линия Васильевского острова, 2/1, лит. А, установлена мемориальная доска в память о В. В. Петрове.

## Публикации
- «Собрание физико-химических новых опытов и наблюдений» (1801).
- «Известие о гальвани-вольтовских опытах посредством огромной батареи, состоявшей иногда из 4200 медных и цинковых кружков» (Санкт-Петербург, 1803).
- «Новые электрические опыты» (Новые электрические опыты профессора физики Василия Петрова, который оными опытами доказывает, что изолированные металлы и люди, а премногие только нагретые тела, могут соделываться электрическими от трения, наипаче же стегания их шерстью выделанных до нарочитой мягкости мехов и некоторыми другими телами; также особливые опыты, деланные различными способами для открытия причины электрических явлений). — СПб., 1804.